# Grube (Weser)
Die Grube ist ein 18,1 km langer, orografisch linker bzw. nordwestlicher Nebenfluss der Weser im Kreis Höxter, Nordrhein-Westfalen (Deutschland).

## Verlauf

Historischer Verlauf der Grube durch die Siedlung und das Kloster Corvey um 1250. Karte mit Höxter, Nienkerken und Propstei tom Roden

Das Quellgebiet des Bachs Grube liegt nordöstlich von Hohehaus und südlich von Löwendorf, beides Stadtteile von Marienmünster. Die Grube fließt durch Hohehaus zwischen Eilversen und Bremerberg, anschließend durch Ovenhausen und Lütmarsen nach Höxter und von dort nach dem Unterqueren eines gemeinsamen Abschnitts der Bundesstraßen 64 und 83 in die Weser.
Der heutige Verlauf der Grube ist das Ergebnis eines jahrhundertelangen Streits zwischen der Stadt und dem Kloster über die Wasserrechte an der Schelpe und der Grube. Ursprünglich floss die Grube bis zum Kloster Corvey. Das Wasser war jedoch, nachdem es durch die Stadt geflossen war, nicht mehr für das Kloster verwendbar. Daher wurde die Schelpe, die vorher nördlich von Corvey in die Weser mündete, umgeleitet. Der Verlauf der Grube wurde gekürzt, sie wurde bereits nach der Altstadt Höxter in die Weser geleitet. Die heutige Situation der Bäche wurde im Wesentlichen durch einen Vertrag zwischen der Stadt und dem Stift aus dem Jahr 1482 geregelt.

## Kanalisierung und Wassermühlen
Der Bach Grube wurde von den Mönchen Corveys zum Teil künstlich kanalisiert und führt an den drei Mühlen Höxters, der Mönchemühle, der Obermühle und der Untermühle vorbei.